# Корте ди Даја (Парма)
Корте ди Даја је насеље у Италији у округу Парма, региону Емилија-Ромања.
Према процени из 2011. у насељу је живело 46 становника. Насеље се налази на надморској висини од 76 м.